# Forever (Alekseev-dal)
A Forever (magyarul: Örökké) egy dal, amely Fehéroroszországot képviselte a 2018-as Eurovíziós Dalfesztiválon, Lisszabonban az ukrán ALEKSEEV előadásában. A dal 2018. február 16-án rendezett fehérorosz nemzeti döntőn nyerte el az eurovíziós indulás jogát, ahol a maximális 24 ponttal győzött.
Az Eurovíziós Dalfesztiválon először május 8-án az első elődöntőben adták elő fellépési sorrendben nyolcadikként. A szavazás során 65 ponttal a tizenhatodik helyen végzett, így nem sikerült továbbjutnia a döntőbe.